# MZKT-7930
Le MZKT-7930 Astrolog (russe : МЗКТ-7930) est un tracteur d'artillerie, un tracteur-érecteur-lanceur, un véhicule du génie militaire pontonnier ou un véhicule radar en 8x8.

## Galerie d'images

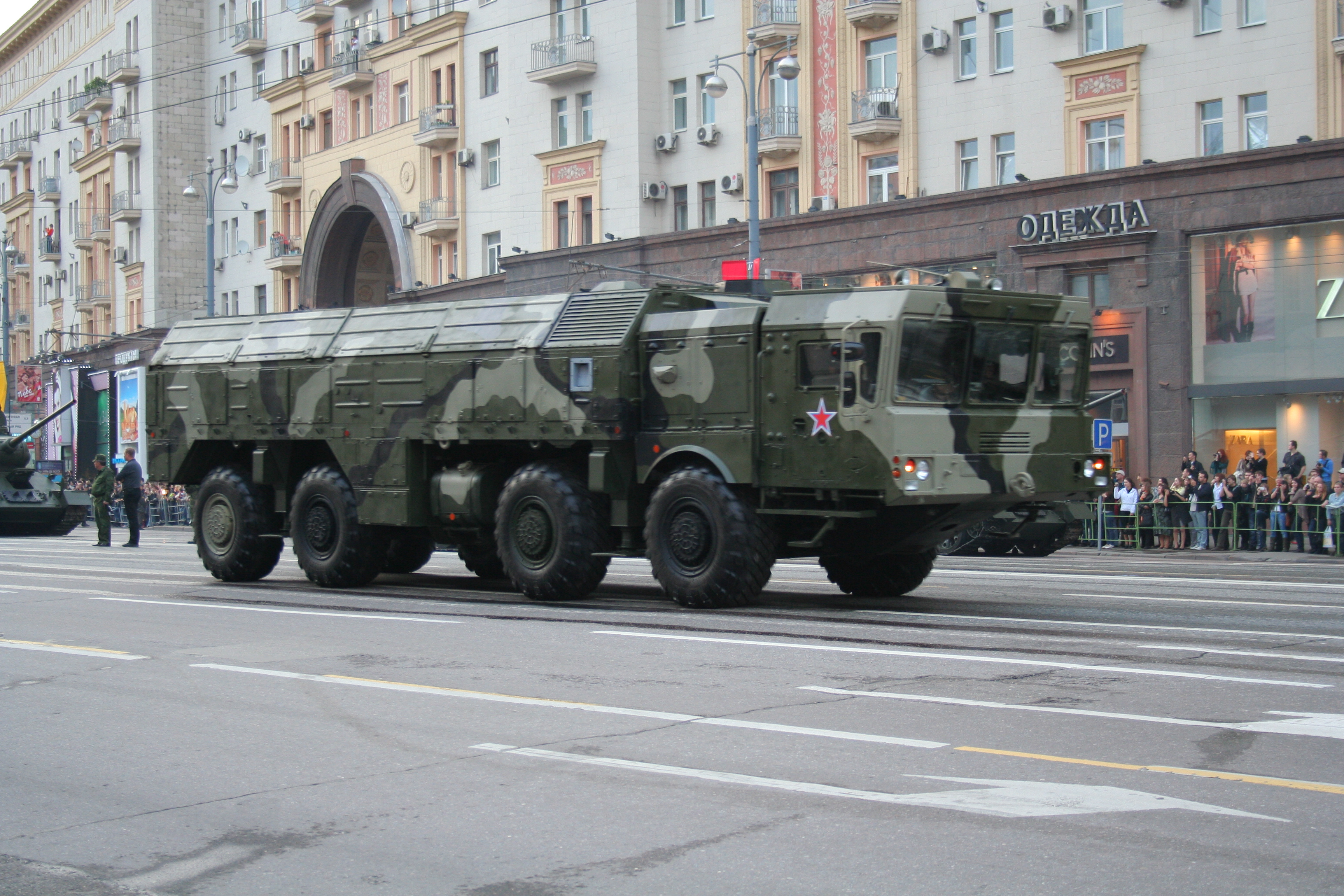
MZKT-7930 pour le 9K720 Iskander.
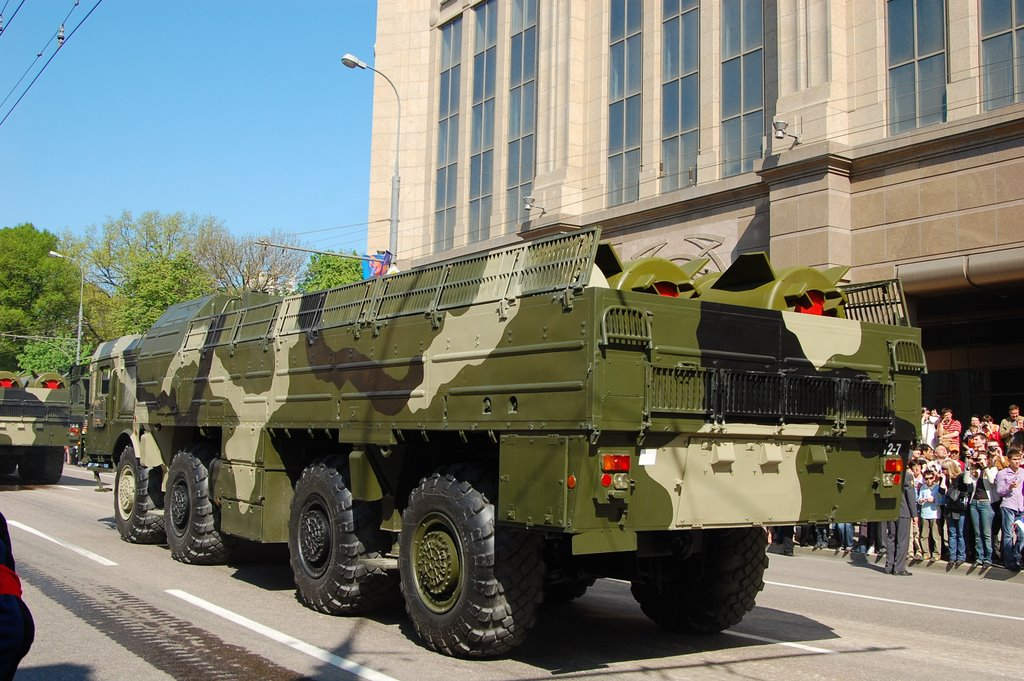
MZKT-7930 pour le 9K720 Iskander.
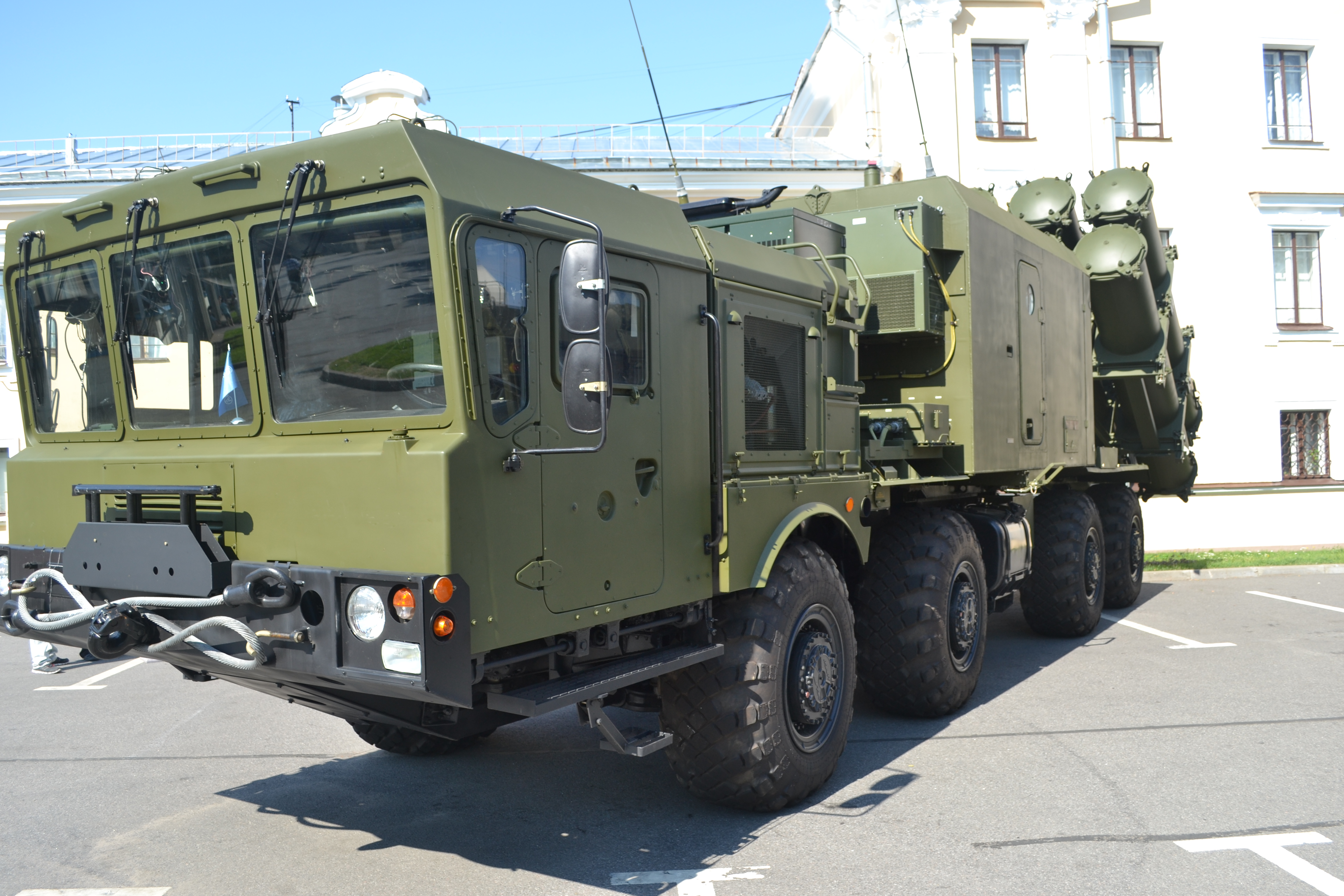
3K60 Bal avec missiles Kh-35.
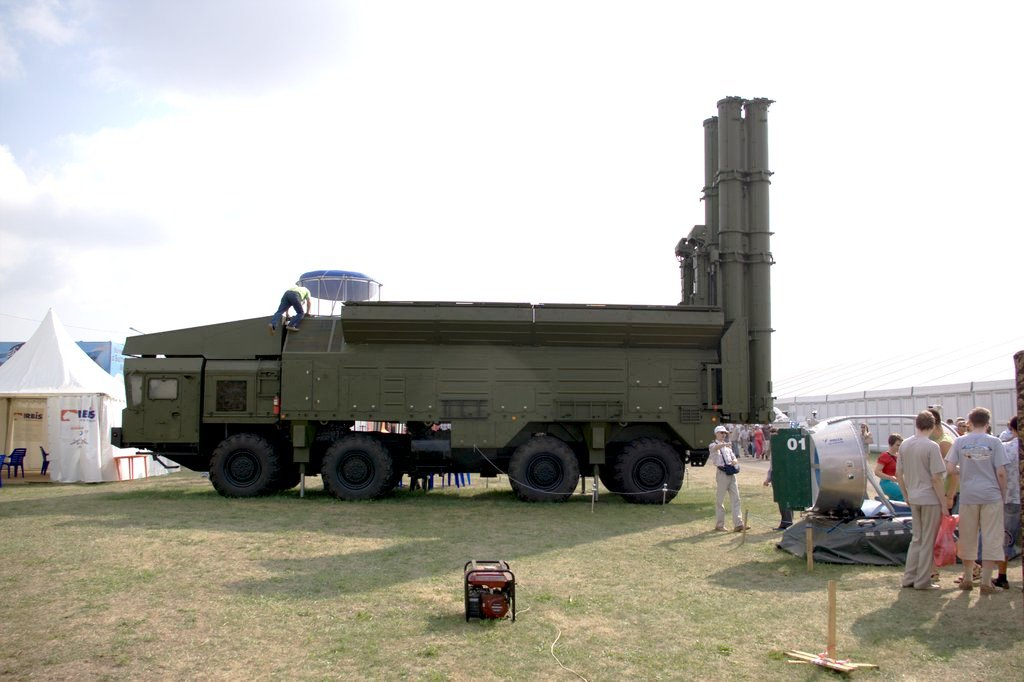
3M-54 Club.
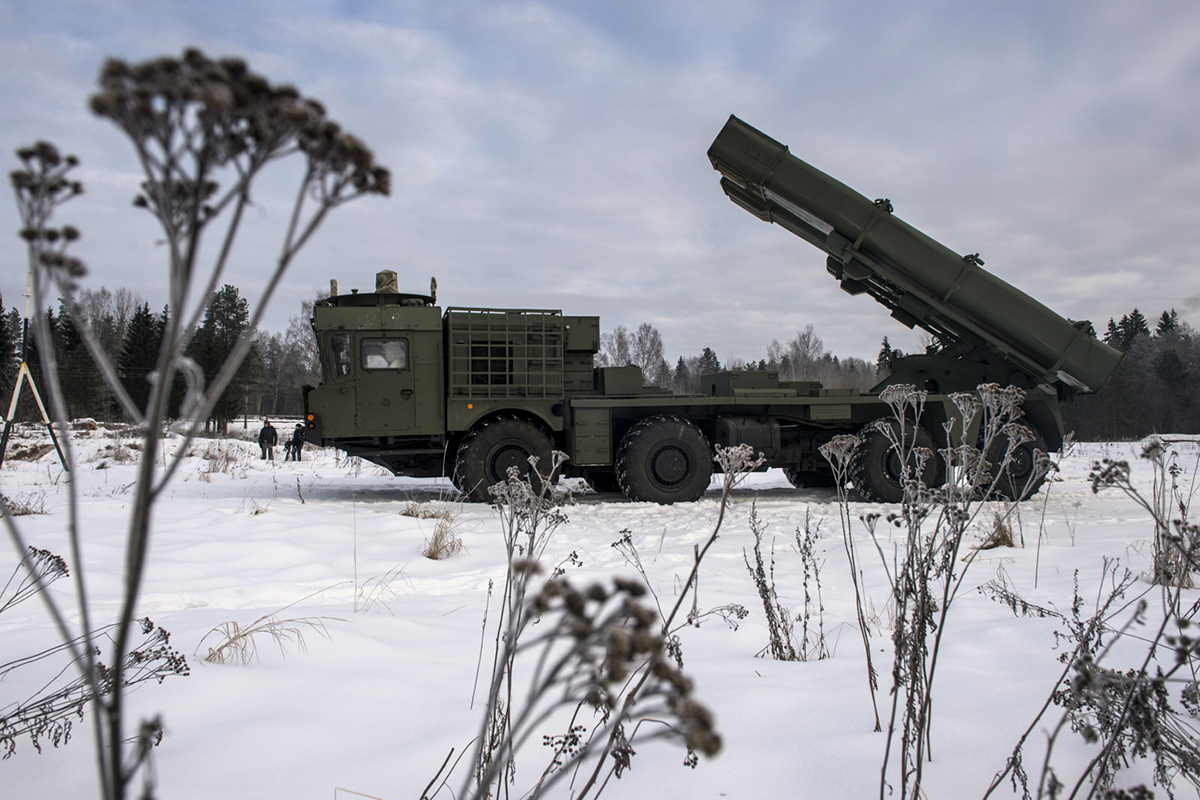
BM-27 Uragan
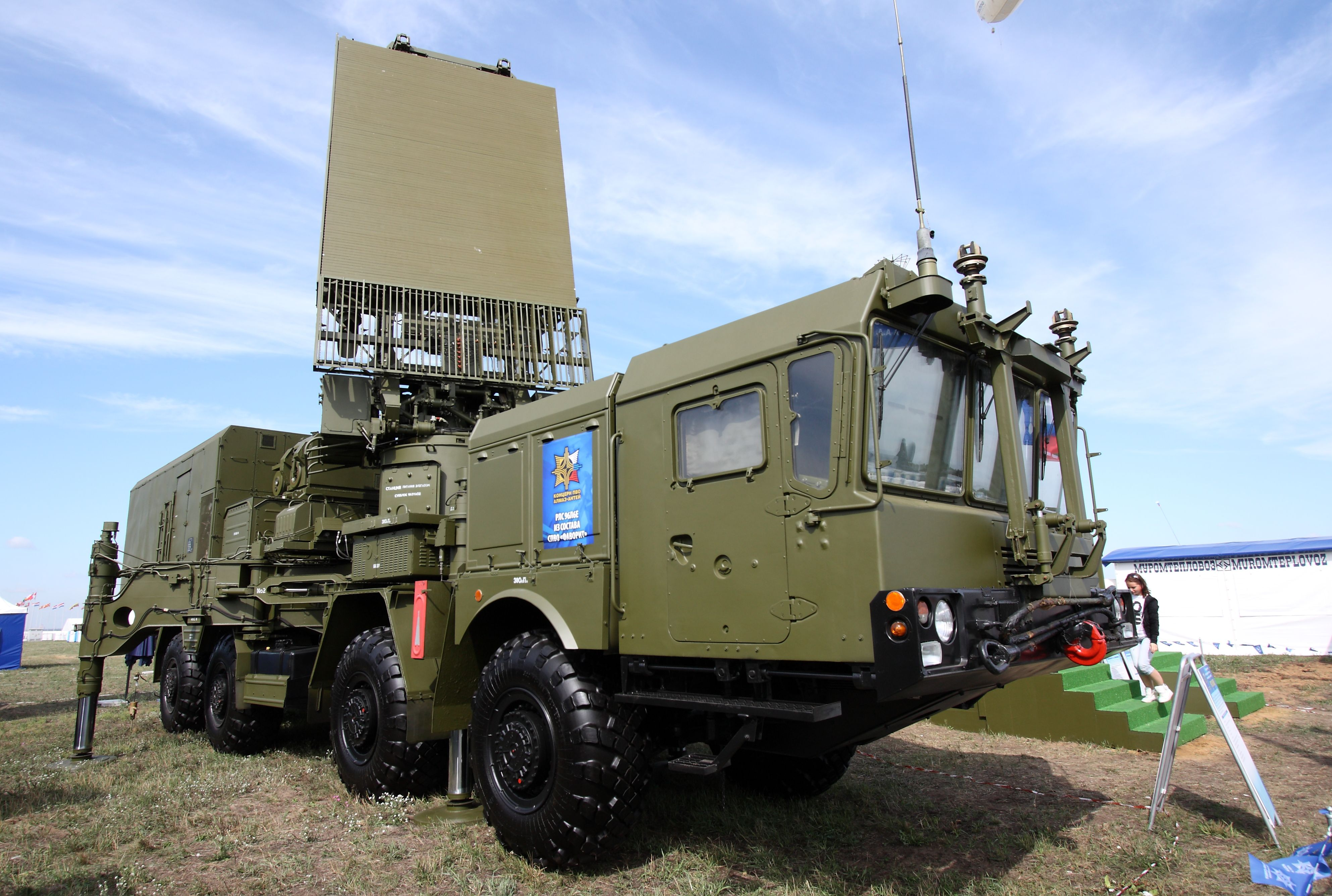
96L6E radar du système S-400 au Salon international aérospatial de Moscou-2011
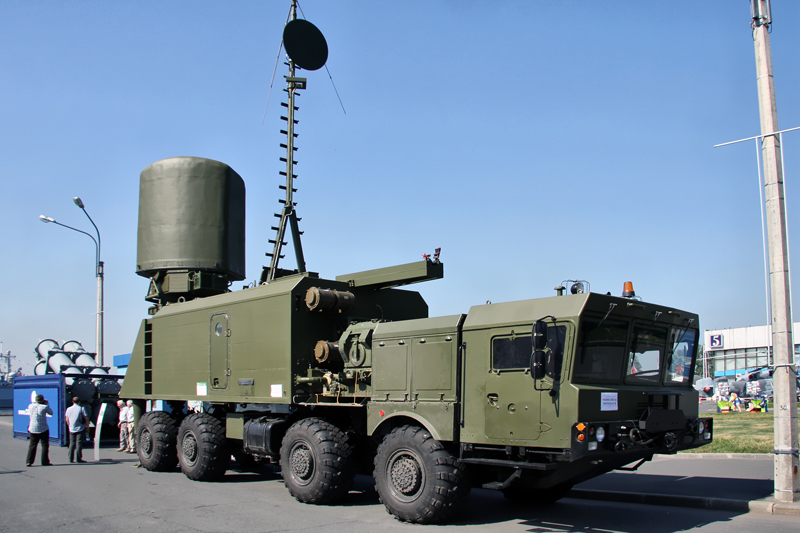
Monolit-B radar côtier, surface et air
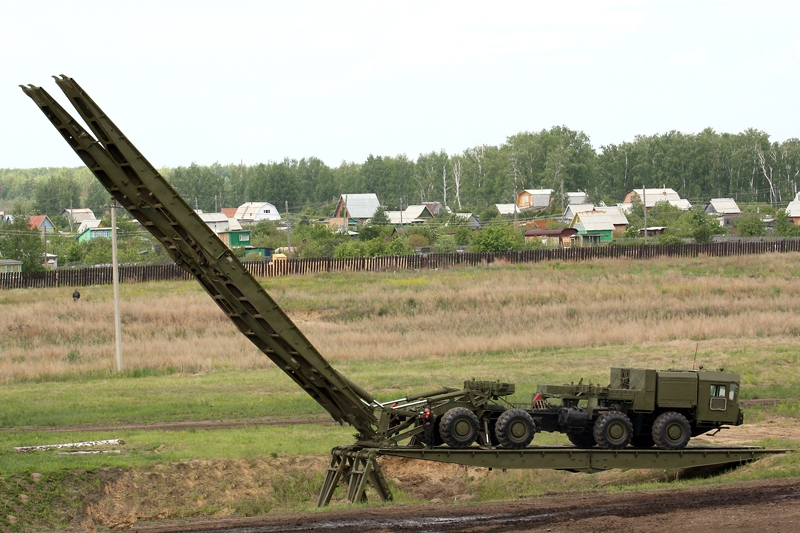
TMM-6 pontonnier.
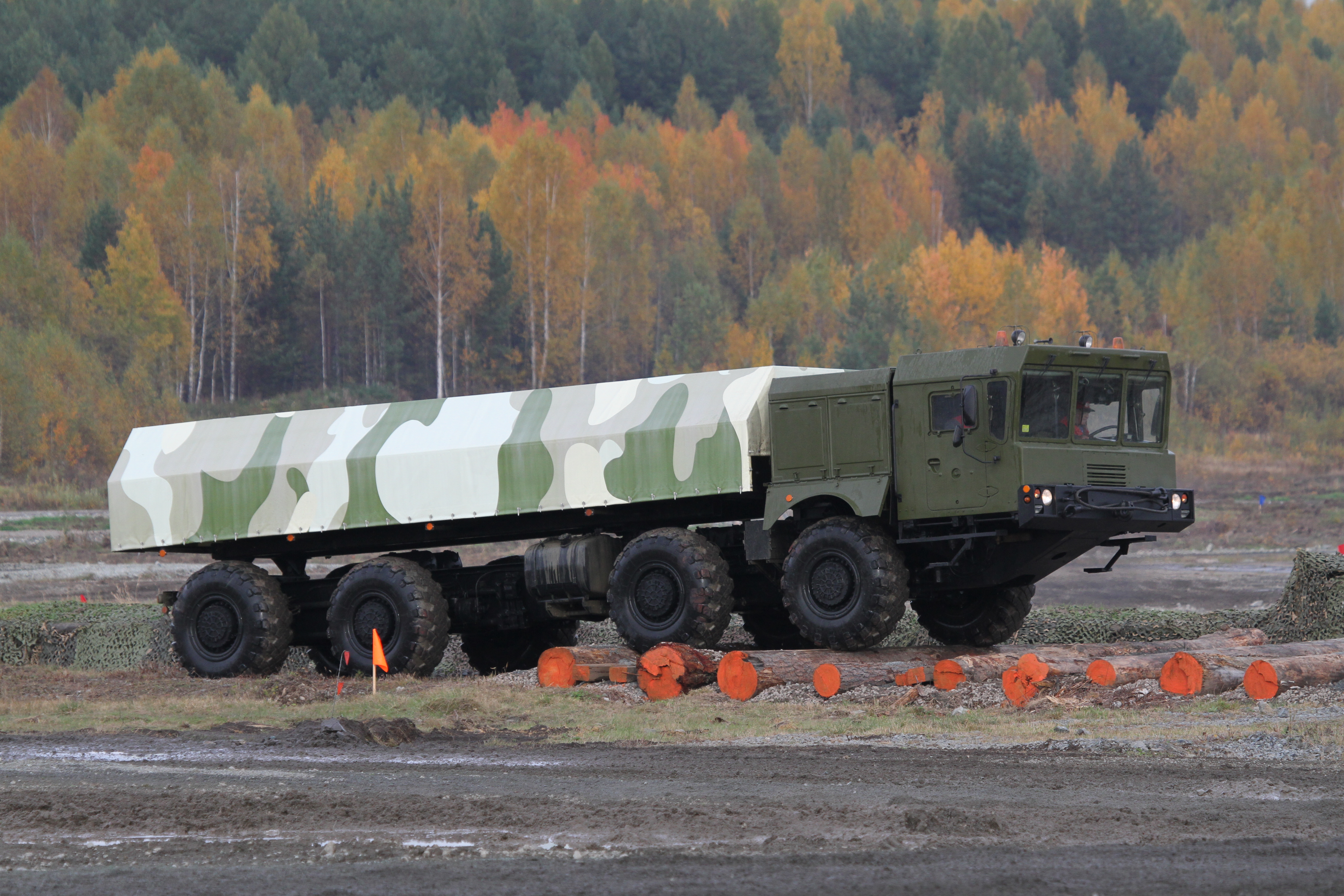
Russia Arms Expo 2013 .

## Culture populaire
- Les versions tracteur-érecteur-lanceur et radar de ce véhicule apparaissent dans le film Hunter Killer.